# Jean-Luc Phaneuf
Pour les articles homonymes, voir Phaneuf.
Jean-Luc Phaneuf (né le 26 octobre 1955 à Montréal, dans la province de Québec au Canada et mort le 8 mai 2021 à Charlemagne au Québec) est un joueur professionnel canadien de hockey sur glace.

## Carrière de joueur
Jean-Luc Phaneuf meurt à Charlemagne au Québec le 8 mai 2021 à l'âge de 65 ans.

## Statistiques
| Saison     | Équipe                       | Ligue      |    | Saison régulière | Saison régulière | Saison régulière | Saison régulière | Saison régulière |   | Séries éliminatoires | Séries éliminatoires | Séries éliminatoires | Séries éliminatoires | Séries éliminatoires |
| Saison     | Équipe                       | Ligue      | PJ | B                | A                | Pts              | Pun              | PJ               | B | A                    | Pts                  | Pun                  |                      |                      |
| 1972-1973  | Bleu Blanc Rouge de Montréal | LHJMQ      | 50 | 16               | 24               | 40               | 13               | -                | - | -                    | -                    | -                    |                      |                      |
| 1973-1974  | Bleu Blanc Rouge de Montréal | LHJMQ      | 66 | 37               | 48               | 85               | 2                | -                | - | -                    | -                    | -                    |                      |                      |
| 1974-1975  | Bleu Blanc Rouge de Montréal | LHJMQ      | 71 | 51               | 100              | 151              | 2                | -                | - | -                    | -                    | -                    |                      |                      |
| 1975-1976  | Norsemen de Buffalo          | NAHL       | 2  | 0                | 1                | 1                | 0                | -                | - | -                    | -                    | -                    |                      |                      |
| 1975-1976  | Toros de Toronto             | AMH        | 48 | 8                | 8                | 16               | 4                | -                | - | -                    | -                    | -                    |                      |                      |
| 1976-1977  | Checkers de Charlotte        | SHL        | 4  | 0                | 0                | 0                | 0                | -                | - | -                    | -                    | -                    |                      |                      |
| 1976-1977  | Bulls de Birmingham          | AMH        | 30 | 2                | 7                | 9                | 2                | -                | - | -                    | -                    | -                    |                      |                      |
| Totaux AMH | Totaux AMH                   | Totaux AMH | 78 | 10               | 15               | 25               | 6                | -                | - | -                    | -                    | -                    |                      |                      |